# Extreme Ghostbusters
Extreme Ghostbusters är en amerikansk animerad TV-serie som gick mellan 1 september och 4 december 1997, serien är en spinoff på The Real Ghostbusters. Egon Spengler fortsätter sitt liv som spökjägare och startar verksamheten med ungdomarna Kylie Griffin, Eduardo Riviera, Garret Miller och Roland Jackson. Janine Melnitz och Slimer från den föregående serien medverkar också.

## Extreme Ghostbusters i Sverige
I Sverige visades inte TV-serien på någon svensk TV-kanal utan den enda gång man fick se dem var när de kom ut som leksaker och TV-spel till Game Boy Color och Playstation.

## Röstskådespelare (engelsk version)
- Egon Spengler - Maurice LaMarche
- Janine Melnitz - Pat Musick
- Eduardo Rivera - Rino Romano
- Roland Jackson - Alfonso Ribeiro
- Garret Miller - Jason Marsden
- Kylie Griffin - Tara Strong
- Slimer - Billy West

## Avsnitt
1. Darkness at Noon (del 1)
2. Darkness at Noon (del 2)
3. The True Face of a Monster
4. Fear Itself
5. Deadliners
6. Casting the Runes
7. The Infernal Machine
8. Home is Where the Horror Is
9. Killjoys
10. The Unseen
11. The Crawler
12. The Pied Piper of Manhattan
13. Be Careful What You Wish For
14. Grease
15. The Jersey Devil Made Me Do It
16. Dry Spell
17. Sonic Youth
18. Ghost Apocalyptic Future
19. Bird of Prey
20. Seeds of Destruction
21. The Luck of the Irish
22. The Ghostmakers
23. Slimer' Sacrafice
24. Grundelesque
25. In Your Dreams
26. Moby Ghost
27. Fallout
28. Eyes of a Dragon
29. Till Death Do We Start
30. Glutton for Punishment
31. Ghost in the Machine
32. Dog Days
33. Mole People
34. A Temporary Insanity
35. Rage
36. Heart of Darkness
37. The Sphinx
38. Witchy Woman
39. Back in the Saddle (del 1)
40. Back in the Saddle (del 2)

## Hemvideo
Första volymen av serien släpptes på DVD i Australien den 2 juni 2009 och i Storbritannien den 15 juni samma år.

## Om serien
- Samhain som medverkade i The Real Ghostbusters återvänder i Extreme Ghostbusters.
- Peter Venkman, Ray Stantz och Winston Zeddemore återförenas tillsammans med Egon på hans födelsedag i de två delar långa avsnitten Back in the Saddle.

### Fotnoter
1. ↑  hämtat från: portugisiskspråkiga Wikipedia.[källa från Wikidata]
2. ↑  ”Extreme Ghostbusters - Volume 1” (på engelska). Ezy DVD. 2 juni 2009. Arkiverad från originalet den 17 september 2016. https://web.archive.org/web/20160917143433/http://www.ezydvd.com.au/DVD/extreme-ghostbusters-volume-1-2-disc-set/dp/801585. Läst 4 september 2016.
3. ↑  ”Extreme Ghostbusters” (på engelska). Amazon. 15 juni 2009. https://www.amazon.co.uk/dp/B003YCKLKA. Läst 4 september 2016.